# Theodor Wagner (Bergbauingenieur)
Theodor Wagner (* 2. September 1829 in Bleckendorf in Sachsen-Anhalt; † 12. Februar 1878 in Halle (Saale)) war ein deutscher Bergbauingenieur und Vorsitzender der Bergwerksdirektion Saarbrücken.

## Leben
Nach dem Abitur am Domgymnasium Magdeburg (1849) machte Theodor Wagner ein bergmännisches Praktikum in Halberstadt, Wettin und Löbejun und studierte in den Jahren von 1851 bis 1856 Bergbau an der Martin-Luther-Universität Halle-Wittenberg. Nach seiner Ernennung zum Bergreferendar folgte eine dreijährige Tätigkeit als Berggeschworener in Staßfurt und beim Oberbergamt Halle.
1859/1860 war er als  Wirklicher Berggeschworener mit der Verwaltung des Eislebener Reviers im Mansfeldischen Kupferschieferbergbau betraut.
Im selben Jahr wurde er zum Bergassessor ernannt und nahm von 1861 bis 1866 beim Oberbergamt Bonn die Bearbeitung der linksrheinischen Bergbauvereine sowie des Saarbrücker Steinkohlebergbaus vor. 
Es folgte die Ernennung zum Bergrat und geschäftsführenden Vorsitzenden der Bergwerksdirektion Saarbrücken. In diesem Amt blieb er bis 1869, wurde Oberbergrat und führte technische Neuerungen im Bergbau ein. Er wechselte zum Oberbergamt Dortmund, wo er vier Jahre arbeitete, bevor er zum Oberbergamt Halle wechselte. Dort blieb er bis zu seinem Tod im Amt.